# Meteorstation Martinsberg

Kameraturm der Meteorstation Martinsberg

Die Meteorstation Martinsberg (auch Feuerkugel-Station Martinsberg) wurde 2009 auf einer Anhöhe bei Martinsberg im nördlichen Waldviertel (Niederösterreich) errichtet. Sie wird vom  Österreichischen Astronomischen Verein und dem Astronomischen Institut in Ondrejov (Tschechien) betrieben und dient der fotografischen Beobachtung von hellen Meteoren. Durch gleichzeitige Beobachtungen der Leuchtspuren mit anderen Meteorstationen in Mitteleuropa können die Bahnen der verglühenden Himmelskörper berechnet und ihre Größe, Zusammensetzung und Herkunft berechnet werden.
Die ursprüngliche, vollautomatische Hasselblad-Kamera mit panchromatischen Filmmagazinen wurde 2015 durch eine großformatige CCD-Kamera ersetzt, die einen direkten Datenfluss zum auswertenden Computersystem ermöglicht. So wurde z. B. 2017 vom Initiator der Station Hermann Mucke ein neuer Zweig des Tauriden-Meteorstroms entdeckt.
Die Meteorkamera befindet sich auf einem 6 Meter hohen runden Turm aus Brunnenringen, der neben der schon länger existierenden Sternwarte Orion betoniert wurde. Die Station liegt etwa 20 km nördlich von Melk an der Donau auf den geografischen Koordinaten 48°22'55" Nord und 15°07'38" Ost und einer Meereshöhe von 860 m. Trotz ihres sehr niedrigen Landschaftshorizonts ist sie fast frei von Lichtverschmutzung: der dunkle Nachthimmel hat eine freiäugige Grenzhelligkeit von besser als 6 mag.